# Der Schock
Der Schock ist ein Film von Robin Davis aus dem Jahr 1982 mit Alain Delon in der Rolle eines Auftragsmörders. Das Drehbuch entstand in Zusammenarbeit zwischen Regisseur und Hauptdarsteller auf der Grundlage des Romans La position du tireur couché von  Jean-Patrick Manchette.

## Handlung
Als Christian alias Martin Terrier erfolgreich von einem Mordauftrag aus Marokko zurückkehrt, findet er seinen Kumpel Michel weinend vor, der über seine Mutter trauert. Christian ist entschlossen, seine Tätigkeit als Berufskiller zu beenden und seinen Lebensabend in Ruhe zu verbringen.
Doch sein Auftraggeber Cox will ihn nicht aus der „Organisation“ entlassen und bietet ihm einen neuen Job an. Christian nimmt unter der Bedingung an, das dies sein letzter Killer-Job ist. Als Christian seine Konten auflösen will, um schnell mit dem Geld zu verschwinden, erfährt er von seiner Finanzmaklerin, dass er Besitzer einer Truthahnfarm ist. Aber bevor er die Farm besichtigen kann, besucht ihn Borévitch, ein neuer Killer von Cox. Christian schaltet ihn aus und verlässt die Stadt.
Auf der Farm trifft er auf die Verwalterin Claire und ihren Mann. Sie verlieben sich und schlafen miteinander. Doch das Glück wird jäh gestört, als Terroristen die Farm überfallen und Geld fordern. Dabei wird Claires Mann umgebracht und  Christian tötet die Terroristen. Er flieht mit Claire nach Paris. Dort findet er seine Finanzmaklerin tot auf und stellt fest, dass sein Vermögen verschwunden ist.
Christian  wendet sich an Cox, der ihm den Job anbietet, für die Summe von einer Million Franc einen Scheich zu töten. Als Christian bemerkt, dass er ausgetrickst werden soll, dreht er den Spieß um und rettet Claire aus den Händen von Cox’ Männern. Michel und Christian überfallen Cox’ Büro, töten ihn und rauben den Safe aus. Michel wird dabei schwer verletzt. Während der gemeinsamen Flucht gesteht der sterbende Michel, dass er das Kommando auf ihn gehetzt und das Geld entwendet habe, um seine Nachfolge antreten zu können. Darüber ist sich Christian seit längeren im Klaren und Michel stirbt in seinen Armen. Am nächsten Morgen fliegen Christian und Claire in Richtung Freiheit.

## Kritik
„Eine Dutzendstory mit lustlos agierenden Hauptdarstellern. Die Bestandteile eines erfolgreichen Gangsterfilms sind so einfallslos verbunden, daß im Verlauf der blutigen, aber lahmen Handlung kaum Spannung aufkommt.“

## Besonderes
Der Plot des 1995 gedrehten Action-Thrillers Assassins – Die Killer mit Sylvester Stallone und Antonio Banderas erinnert in vielen Details an diesen Film.
Neuverfilmung von Manchettes Roman: The Gunman (2015), mit Sean Penn.